# 1993 SO3
1993 SO3 är en asteroid i huvudbältet som upptäcktes den 22 september 1993 av den venezolanske astronomen Orlando A. Naranjo vid Observatorio Astronómico Nacional de Llano del Hato.